# هنري صموئيل شابمان
هنري صموئيل شابمان (بالإنجليزية: Henry Samuel Chapman)‏ هو فلاح وسياسي نيوزلندي، ولد في 21 يوليو 1803 في المملكة المتحدة، وتوفي في 27 ديسمبر 1881. انتخب عضو المجلس التشريعي الفيكتوري وانتخب عضو الجمعية التشريعية فيكتوريا.